# パオロ・カンナヴァーロ
パオロ・カンナヴァーロ（Paolo Cannavaro, 1981年6月26日 - ）は、イタリア・ナポリ出身の元サッカー選手、現サッカー指導者。現役時代のポジションはDF。
兄は元イタリア代表のファビオ・カンナヴァーロである。

## 経歴

### ナポリ
兄と同じくSSCナポリのユース出身。生粋のナポリっ子であり、パルマFC在籍時でも常にナポリに帰ることを公言していた。
2006年夏にセリエBのナポリに復帰すると、2006-07シーズンにクラブはリーグ2位となりセリエA昇格を果たした。
2012年12月18日、八百長を知りながら報告を怠ったことでチームメイトのジャンルカ・グラーヴァと共に6ヶ月の出場停止処分を受けたが、2013年1月17日に撤回となった。
ナポリではキャプテンを務めていたが、2013-14シーズンから就任したラファエル・ベニテス監督の下で出場機会を失い、2014年1月31日、USサッスオーロ・カルチョにレンタル移籍した。

### サッスオーロ
シーズン終了後にオプションが行使されサッスオーロに完全移籍。2017年6月22日にはクラブとの契約を1年延長したが、同年12月28日に現役を引退することがクラブより発表された。

## 代表歴
2007年10月に親善試合の南アフリカ戦でイタリア代表に初招集されたが、デビュー機会はなかった。

## 指導歴
2018年シーズンより兄ファビオが広州恒大淘宝足球倶楽部の指揮官に就任することに伴い、アシスタントコーチとして招聘された。

## 人物
彼の夢は兄ファビオと一緒にナポリでスタメンでセンターバックを組むことだという。
左前腕部には中田英寿から教わったというカタカナで息子の名前「マヌエル」のタトゥーが刻まれている。
ナポリに『Jorudan Sushi』という人気のスシ・レストランが存在する。和食ブームもあり、海外に広がる和食レストランだが、この店をオープンさせたのはパオロ・カンナヴァーロである。「日本食が好きなんだ。週に2、3度はスシを食べる。スシが高じてお店をオープンさせたぐらいさ」と語っている。

## タイトル
ナポリ
- コッパ・イタリア : 2011–12